# Курлин, Георгий Иванович
Курлин Георгий Иванович (род. в 1836 — умер в 1894) — самарский купец.

## Биография
Георгий Иванович Курлин со второй женой Марией Захаровной, дочерью войскового старшины Мизинова, и братьями Константином и Александром прибыл в Самару из Уральска, где служил в уральском казачьем войске в возрасте 37 лет.
Георгий Иванович имел 20-30 тысяч десятин земли. Входил в Товарищества по совладению и сам владел несколькими мельницами. Активно занимался благотворительностью.
Курлины вложили деньги в развитие механического завода в 1882 году.
В 40 верстах от станции Сорочинской Оренбургской железной дороги у Курлиных находился кумысный завод. Он располагал 75 номерами для отдыхающих стоимостью от 12 до 90 рублей в месяц. 
Неплохое недвижимое имущество имели Курлины и в Самаре. Им принадлежали дома по Казанской, 23, 205, 217, 218, 219, 221, 222 и по Дворянской, 140.
В 1879—1893 годах Георгий Иванович Курлин входил в учётно-наблюдательный комитет Волжско-Камского коммерческого банка.
Занимая видное положение в самарском обществе, Георгий и Константин Курлины избирались гласными городской думы. Они работали в ней вместе с такими известными людьми, как Петр Владимирович Алабин, Пётр Семёнович Субботин, Е. Н. Шихобалов, И. В. Константинов, Д. В. Кирилов, Н. Г. Неклютин.
Авторитет Георгия Ивановича среди гласных городской думы к 1890 году был весьма велик. Достаточно сказать, что купца выдвинули на должность городского головы наряду с Петром Владимировичем Алабиным, Петром Семёновичем Субботиным, и он получил практически равное с ними число избирательных голосов.
Позднее гласными думы стали и сыновья Георгия Ивановича — Александр и Иван.
Следуя традициям самарского купечества, Георгий Иванович оказывал помощь церкви. На протяжении многих лет он принимал участие в работе комитета по постройке нового Кафедрального собора. Сам жертвовал и собирал деньги на его сооружение. В числе почетных гостей присутствовал в 1894 году на освящении храма. На его же средства в Московской литейной мастерской А. М. Постникова и К° был отлит ажурный крест для новой часовни святителя Алексия, небесного покровителя Самары.
Также, Георгий Иванович помогал возводить Ильинскую церковь, часовню при Успенском храме.
Когда в 1891 году Пётр Семёнович Субботин оставил две свои последние общественные обязанности (почетного попечителя 4-классного городского училища и старосты Иоакимо-Анненской церкви), должности эти принял на себя Георгий Иванович Курлин.
В 1891 году Георгием Ивановичем и его супругой Марьей Захаровной в Самаре было создано училище для слепых детей. Они подарили училищу двухэтажный дом на Преображенской улице, 47 (Водников) с необходимыми службами и местом для разведения сада, ценою в 15 тысяч рублей. Открытию активно содействовал и губернатор Самары действительный тайный советник Александр Дмитриевич Свербеев. Официальное открытие состоялось 2 марта 1892 года. Училище было рассчитано на 40 слепых детей обоего пола.
Сразу после открытия приюта купец известил об этом губернатора Александра Дмитриевича Свербеева, сообщил, что хочет передать благотворительное учреждение в дар Самарскому отделению попечительства императрицы Марии Александровны о слепых. Но дар стоимостью свыше 15 тысяч рублей можно было принять только с высочайшего соизволения. Оно последовало в феврале.
Георгий Иванович скончался от разрыва сердца 21 октября 1894 года и был погребён на Иверском монастырском кладбище

## Семья
Прапрапрадед – Степан Федорович Курлин (по переписи яицких казаков 1723–1724 гг. 43 года; он, его отец и дед посадские люди города Вязники; в 1703 г. он пришел на Яик и служил казаком с 1708 г.)
Прапрадед – Василий Степанович Курлин (по переписи яицких казаков 1773 г. 47 лет)
Прадед – Григорий Васильевич Курлин (по переписи яицких казаков 1773 г. 26 лет; умер в 1823 г, по ревизской сказке Уральского казачьего войска 1817 г. 75 лет)
Дед – Никита Григорьевич Курлин (по ревизской сказке Уральского казачьего войска 1834 г. 55 лет)
Бабка – Анна (по ревизской сказке Уральского казачьего войска 1834 г. 55 лет)
Отец — Иван Никитич Курлин, мать – Пелагея
Братья — Константин и Александр
Сестра – Ольга
Жена — Мария Захаровна Мизинова
Дети:
- Иван (1862), сын от первого брака Курлина
- Дмитрий (1867)
- Александр (1870)
- Георгий (1872, умер в младенчестве)
- Ольга (1874)
- Людмила (1879)
- Мария (1881)[1]